# Copa da UEFA de 1994–95
A Copa da UEFA de 1994–1995 foi a 24ª edição da Copa da UEFA, vencida pelo AC Parma da Itália em vitória sobre a Juventus por 2–1. A maior goleada da competição foi registrada quando o Gornik Zabrze venceu o Shamrock Rovers por 7–0.

## Fase preliminar
| Equipe 1             | Total  | Equipe 2              | 1.º jogo | 2.º jogo |
| -------------------- | ------ | --------------------- | -------- | -------- |
| Anorthosis Famagusta | 4–1    | Shumen                | 2–0      | 2–1      |
| Aris Thessaloniki    | 5–2    | Hapoel Beer-Sheva     | 3–1      | 2–1      |
| Bangor City          | 1–4    | IA                    | 1–2      | 0–2      |
| Kispesti Honvéd      | 5–1    | Zimbru Chişinău       | 4–1      | 1–0      |
| CS Grevenmacher      | 1–8    | Rosenborg             | 1–2      | 0–6      |
| Aarau                | 2–0    | Mura                  | 1–0      | 1–0      |
| Dinamo Minsk         | 6–5    | Hibernians            | 3–1      | 3–4(aet) |
| Dinamo Tblisi        | 4–1    | Universitatea Craiova | 2–0      | 2–1      |
| FC Copenhagen        | 4–1    | Jazz                  | 0–1      | 4–0      |
| Fenerbahçe           | 7–0    | Turan Tovuz           | 5–0      | 2–0      |
| FH                   | 2–3    | Linfield              | 1–0      | 1–3      |
| Inter Bratislava     | 1–3    | MyPa                  | 0–3      | 1–0      |
| Vardar               | 1–2    | Békéscsabai Elõre     | 1–1      | 0–1      |
| GI Gota              | 2–4    | Trelleborg            | 0–1      | 2–3      |
| Gornik Zabrze        | 8–0    | Shamrock Rovers       | 7–0      | 1–0      |
| KS Teuta             | 3–8    | Apollon Limassol      | 1–4      | 2–4      |
| Lillestrøm           | 4–3    | Shakhtar Donetsk      | 4–1      | 0–2      |
| Motherwell           | 7–1    | Havnar Boltfelag      | 3–0      | 4–1      |
| Odense BK            | 6–0    | Flora                 | 3–0      | 3–0      |
| Olimpija Ljubljana   | 5–3    | Levski Sofia          | 3–2      | 2–1      |
| CSKA Sofia           | 3–0    | Ararat Yerevan        | 3–0      | 0–0      |
| Portadown            | 0–5    | Slovan Bratislava     | 0–2      | 0–3      |
| ROMAR Mažeikiai      | 0–4    | AIK                   | 0–2      | 0–2      |
| Slavia Praga         | 6–0    | Cork City             | 2–0      | 4–0      |
| Skonto               | (a)1–1 | Aberdeen              | 0–0      | 1–1      |
| Inter Cardiff        | 0–8    | GKS Katowice          | 0–2      | 0–6      |
| Valletta             | 3–7    | Rapid Bucharest       | 2–6      | 1–1      |

## Primeira fase
| Equipe 1               | Total  | Equipe 2            | 1.º jogo | 2.º jogo |
| ---------------------- | ------ | ------------------- | -------- | -------- |
| AIK                    | (a)2–2 | Slavia Praga        | 0–0      | 2–2      |
| Anorthosis Famagusta   | 2–3    | Athletic Bilbao     | 2–0      | 0–3      |
| Apollon Limassol       | 4–5    | Sion                | 1–3      | 3–2(aet) |
| Cannes                 | 9–1    | Fenerbahçe          | 4–0      | 5–1      |
| Bayer Leverkusen       | 5–4    | PSV Eindhoven       | 5–4      | 0–0      |
| Blackburn Rovers       | 2–3    | Trelleborg          | 0–1      | 2–2      |
| Boavista               | 3–2    | MyPa                | 2–1      | 1–1      |
| Borussia Dortmund      | 3–0    | Motherwell          | 1–0      | 2–0      |
| Aarau                  | 0–1    | Marítimo            | 0–0      | 0–1      |
| Dinamo Minsk           | 1–4    | Lazio               | 0–0      | 1–4      |
| Dinamo Tblisi          | 2–5    | Tirol Innsbruck     | 1–0      | 1–5      |
| Bordeaux               | 5–1    | Lillestrøm          | 3–1      | 2–0      |
| Tekstilshchik Kamyshin | 6–2    | Békéscsabai Elõre   | 6–1      | 0–1      |
| Twente                 | 4–5    | Kispesti Honvéd     | 1–4      | 3–1      |
| GKS Katowice           | (p)1-1 | Aris Thessaloniki   | 1–0      | 0–1      |
| IA                     | 1–8    | Kaiserslautern      | 0–4      | 1–4      |
| Internazionale         | 1–1(p) | Aston Villa         | 1–0      | 0–1      |
| Linfield               | 1–6    | Odense BK           | 1–1      | 0–5      |
| Napoli                 | 3–0    | Skonto              | 2–0      | 1–0      |
| Olimpija Ljubljana     | 1–3    | Eintracht Frankfurt | 1–1      | 0–2      |
| Olympiacos             | 1–5    | Olympique Marseille | 1–2      | 0–3      |
| CSKA Sofia             | 1–8    | Juventus            | 0–3      | 1–5      |
| Royal Antwerp          | 2–10   | Newcastle United    | 0–5      | 2–5      |
| Seraing                | 4–4(a) | Dynamo Moscow       | 3–4      | 1–0      |
| Rapid Bucharest        | 3–2    | Charleroi           | 2–0      | 1–2      |
| Real Madrid            | (a)2–2 | Sporting CP         | 1–0      | 1–2      |
| Rosenborg              | 2–4    | Deportivo La Coruña | 1–0      | 1–4(aet) |
| Rotor Volgograd        | 3–5    | Nantes Atlantique   | 3–2      | 0–3      |
| SK Slovan Bratislava   | 2–1    | FC Copenhagen       | 1–0      | 1–1      |
| Trabzonspor            | 5–4    | Dinamo Bucharest    | 2–1      | 3–3      |
| Admira Wacker          | 6–3    | Gornik Zabrze       | 5–2      | 1–1      |
| Vitesse                | 1–2    | Parma               | 1–0      | 0–2      |

## Segunda fase
| Equipe 1          | Total  | Equipe 2               | 1.º jogo | 2.º jogo |
| ----------------- | ------ | ---------------------- | -------- | -------- |
| Kaiserslautern    | 1–1(a) | Odense BK              | 1–1      | 0–0      |
| AIK               | 0–3    | Parma                  | 0–1      | 0–2      |
| Boavista          | 2–3    | Napoli                 | 1–1      | 1–2      |
| Kispesti Honvéd   | 0–7    | Bayer Leverkusen       | 0–2      | 0–5      |
| Marítimo          | 1–3    | Juventus               | 0–1      | 1–2      |
| Dynamo Moscow     | 2–6    | Real Madrid            | 2–2      | 0–4      |
| Nantes Atlantique | 4–1    | Tekstilshchik Kamyshin | 2–0      | 2–1      |
| Sion              | (a)3–3 | Olympique Marseille    | 2–0      | 1–3      |
| Tirol Innsbruck   | 2–4    | Deportivo de La Coruña | 2–0      | 0–4      |
| GKS Katowice      | 2–1    | Bordeaux               | 1–0      | 1–1      |
| Newcastle United  | 3–3(a) | Athletic Bilbao        | 3–2      | 0–1      |
| Rapid Bucharest   | 2–6    | Eintracht Frankfurt    | 2–1      | 0–5      |
| Slovan Bratislava | 2–4    | Borussia Dortmund      | 2–1      | 0–3      |
| Trabzonspor       | (a)2–2 | Aston Villa            | 1–0      | 1–2      |
| Trelleborg        | 0–1    | Lazio                  | 0–0      | 0–1      |
| Admira Wacker     | 5–3    | Cannes                 | 1–1      | 4–2      |

## Terceira fase
| Equipe 1               | Total | Equipe 2          | 1.º jogo | 2.º jogo |
| ---------------------- | ----- | ----------------- | -------- | -------- |
| Athletic Bilbao        | 3–4   | Parma             | 1–0      | 2–4      |
| Deportivo de La Coruña | 2–3   | Borussia Dortmund | 1–0      | 1–3(aet) |
| Eintracht Frankfurt    | 2–0   | Napoli            | 1–0      | 1–0      |
| Nantes Atlantique      | 6–2   | Sion              | 4–0      | 2–2      |
| GKS Katowice           | 1–8   | Bayer Leverkusen  | 1–4      | 0–4      |
| Odense BK              | 4–3   | Real Madrid       | 2–3      | 2–0      |
| Trabzonspor            | 2–4   | Lazio             | 1–2      | 1–2      |
| Admira Wacker          | 2–5   | Juventus          | 1–3      | 1–2      |

## Quartas-de-final
| Equipe 1            | Total | Equipe 2          | 1.º jogo | 2.º jogo |
| ------------------- | ----- | ----------------- | -------- | -------- |
| Bayer Leverkusen    | 5–1   | Nantes Atlantique | 5–1      | 0–0      |
| Eintracht Frankfurt | 1–4   | Juventus          | 1–1      | 0–3      |
| Parma               | 1–0   | Odense BK         | 1–0      | 0–0      |
| Lazio               | 1–2   | Borussia Dortmund | 1–0      | 0–2      |

## Semifinais
| Equipe 1         | Total | Equipe 2          | 1.º jogo | 2.º jogo |
| ---------------- | ----- | ----------------- | -------- | -------- |
| Bayer Leverkusen | 1–5   | Parma             | 1–2      | 0–3      |
| Juventus         | 4–3   | Borussia Dortmund | 2–2      | 2–1      |

## Final
| Equipe 1 | Total | Equipe 2 | 1.º jogo | 2.º jogo |
| -------- | ----- | -------- | -------- | -------- |
| Parma    | 2–1   | Juventus | 1–0      | 1–1      |